# Luftangriffe auf Chemnitz

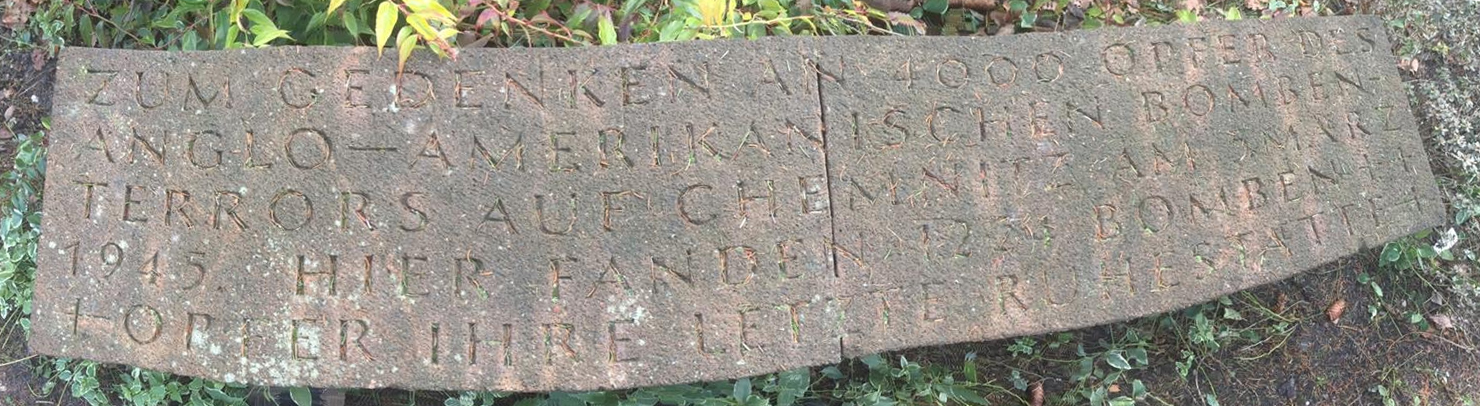
Gedenkstein auf dem Hauptfriedhof Chemnitz: 4.000 Tote am 5. März 1945 (andere Quelle: 2.100)

Die Luftangriffe auf Chemnitz während des Zweiten Weltkrieges fügten der sächsischen Industriestadt Chemnitz schwere Schäden zu. Vom 6. Februar bis zum 11. April 1945 flogen Einheiten von Royal Air Force (RAF) und United States Army Air Forces (USAAF) insgesamt zehn Luftangriffe auf die Stadt. Daran beteiligt waren 2.880 schwere viermotorige Bombenflugzeuge, welche über 7.700 Tonnen Sprengmittel und Brandsätze abwarfen. Davon entstammten etwa 55 % dem Bomber Command der britischen RAF und der Kanadischen RCAF, sowie 45 % der amerikanischen 8th Air Force. Im Chemnitzer Stadtgebiet kamen dabei wohl 4.000 Menschen ums Leben, davon 2.100 allein in der Nacht vom 5. auf den 6. März 1945.
Die Innenstadt wurde zu 80 % vernichtet. 27.000 Wohnungen (ein Viertel des Gesamtbestandes), 167 Fabriken, 84 öffentliche Gebäude und zahlreiche Kulturbauten im Stadtgebiet waren völlig zerstört. Von den Alliierten wurde Chemnitz als „weitere tote Stadt“ abgeschrieben.

## Angriffsplanungen
Im Deutschen Reich des Jahres 1939 stand Chemnitz mit über 337.000 Einwohnern auf Rang 20 der Liste der größten deutschen Städte, wobei Breslau, Königsberg und Wien mit berücksichtigt sind. Das dicht besiedelte Chemnitz hatte eine leistungsfähige Maschinenbau- und Fahrzeugindustrie. Mit der Aufrüstung der Wehrmacht in den 1930er Jahren wurden die Werke der Auto Union AG, Presto, Reinecker, Wanderer und Wetzel-Union zu Rüstungsbetrieben. Die Stadt war daher bereits seit September 1941 unter dem Codenamen „Blackfin“ („Tintenfisch“, zoologisch korrekt aber ein Thunfisch) ein strategisches Ziel in den Planungen der Royal Air Force. Der Stellvertreter von Arthur Harris, Oberbefehlshaber des RAF Bomber Command, war Air Vice-Marshal Robert Saundby und versah als begeisterter Angler alle in Auswahl kommenden deutschen Städte mit einem „Fish code“. Chemnitz war vorgesehen für Flächenangriffe im Rahmen der morale-bombing-Strategie zum Brechen der Abwehrmoral der Zivilbevölkerung, auch als Ziel im mitteldeutschen „Kleinen Ruhrgebiet“, später zur „Störung deutscher Truppenbewegungen und Flüchtlingstransporte“ und weil es „noch größere unzerstörte Areale“ aufwies. Uwe Fiedler, der Direktor des Schlossbergmuseums Chemnitz, und bester Kenner der Luftkriegsgeschichte der Stadt, schreibt 2005: „Die großflächige Zerstörung der Chemnitzer Innenstadt war nicht, wie lange Zeit angenommen, lediglich ein Begleiteffekt von Angriffen, die in erster Linie den Betrieben der Rüstungsindustrie galten, sondern bereits seit 1942 angestrebtes Ziel der britischen Luftkriegsplanungen“. Chemnitz lag jedoch zunächst außerhalb der Reichweite britischer Bomber. Erst mit der verstärkten Indienststellung schwerer viermotoriger Maschinen vom Typ Stirling, Halifax und Lancaster bei der RAF änderte sich dies. Mitte 1943 begann die Combined Bomber Offensive, der Einsatz der US-Luftwaffe mit ihren B-17 („Flying Fortress“) und B-24 („Liberator“) im Luftkrieg über Europa, der ab Anfang 1944 mit dem Einsatz von Langstrecken-Begleitjägern zu seinem Höhepunkt kam.
Chemnitz hatte im Frühjahr 1945 keinen Flakschutz mehr, da die schweren Batterien zu den mitteldeutschen Treibstoffzentren verlegt worden waren.

## Frühe Angriffe

Chemnitzer Innenstadt (Luftschiff-Foto 1910) vor ihrer Zerstörung 1945

### 17. August 1940
In der Nacht vom 17. August 1940 fiel eine einzelne britische Fliegerbombe auf Chemnitzer Stadtgebiet.

### 12. Mai 1944
Nach mehreren Jahren Ruhe wurde am 12. Mai 1944 mittags Rabenstein von elf US-Bombern vom Typ B-17 mit 26 Tonnen Bombenlast angegriffen, es starb ein Säugling als erster Bombentoter von Chemnitz.

### 29. Juni 1944
Auf dem Rückflug von einem Angriff auf das BRABAG-Hydrierwerk Böhlen warfen am frühen Vormittag 15 B-17 der USAAF am 29. Juni 1944 ihre noch vorhandenen Bomben auf Chemnitz als „Target of opportunity“ (Gelegenheitsziel) ab, es gab drei Tote. Besonders Borna und Rabenstein waren betroffen.

### 11. September 1944
An diesem Tag erfolgte von 11.30 bis 13.25 Uhr ein gezielter Angriff der USAAF auf das Werk Siegmar (früher Wanderer) der Auto Union AG, das zu der Zeit die Hälfte aller Maybach-HL-230-Motoren für die Panzer Tiger und Panther baute. 74 B-17-Bomber, begleitet von 20 Mustang-Jägern, warfen 450 Spreng- und viele Brandbomben auf Industrieanlagen und Wohnhäuser. Im Auto-Union-Werk kamen 85 Menschen, darunter 41 Zwangsarbeiter, ums Leben. Im Wohngebiet von Siegmar starben 21 Einwohner.

## Die Angriffe 1945

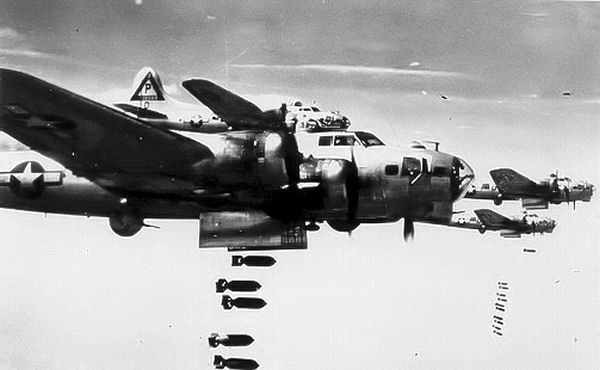
US-amerikanische Boeing B-17 („Flying Fortress“)

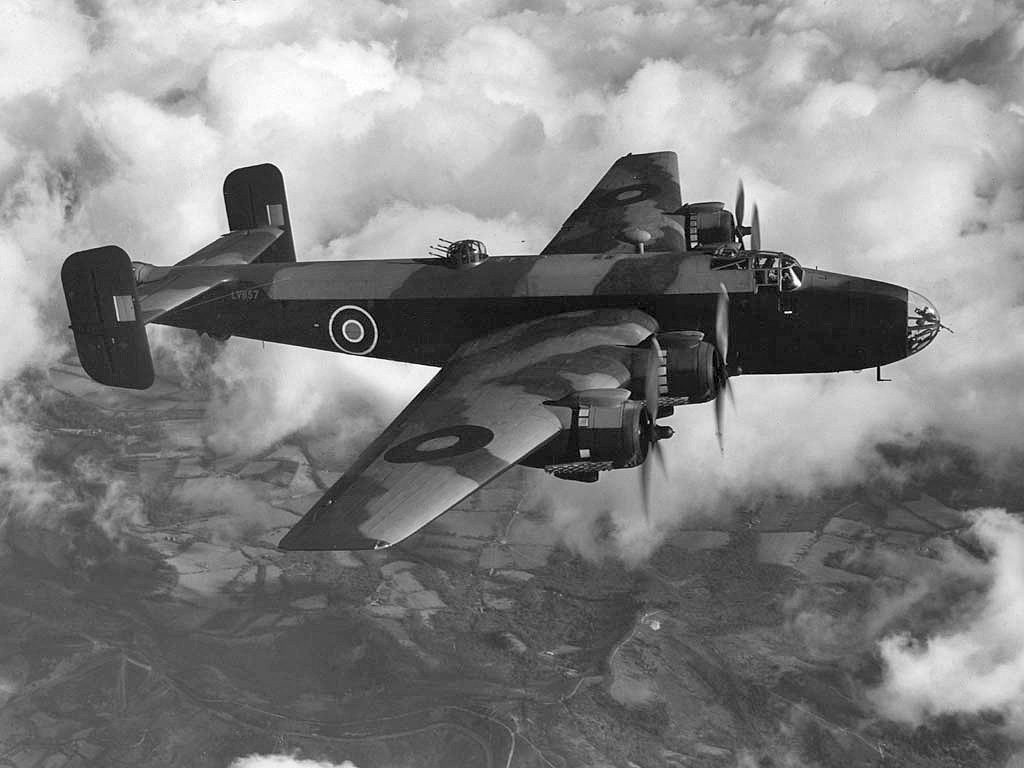
Handley Page Halifax der RAF

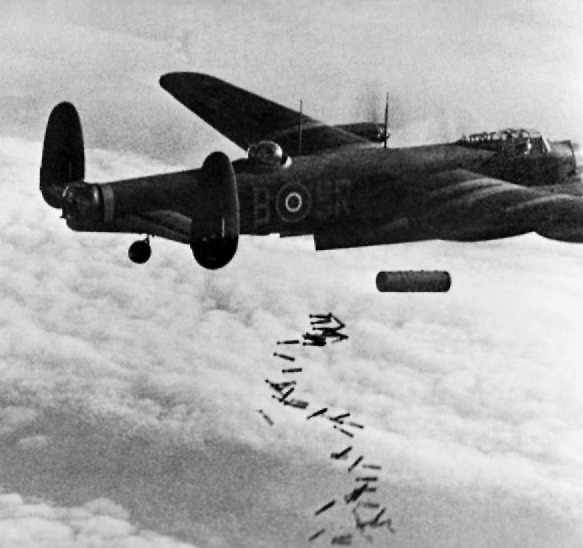
Britische Avro Lancaster beim Abwurf eines Blockbusters und von Stabbrandbomben

### 6. Februar 1945
474 amerikanische Bomber vom Typ B-17 warfen ab 10.50 Uhr über 3.000 Sprengbomben und rund 600 Splitterbomben, insgesamt 1.132 Tonnen Bombenlast, über dem Stadtgebiet von Chemnitz ab. Der Schaden war erheblich. Das Hauptziel, der Bahnhof Chemnitz-Hilbersdorf, wurde nicht getroffen.

### 14./15. Februar 1945
Anglo-amerikanischer „Doppelschlag“.
Chemnitz wurde zunächst am 14. Februar zur Mittagszeit (11.45 – 13.55 Uhr) durch die USAAF mit 294 (306) Bombenflugzeugen B-17 und 718 (747) Tonnen Bombenlast angegriffen, begleitet von einer großen Zahl Jagdflugzeuge P-51.
Zwei darauffolgende Nachtangriffe von 20.35 bis 22.00 Uhr und von 23.55 bis 1.20 Uhr führten britische und kanadische Bomberbesatzungen durch, die am Vortag den ersten Angriff auf Dresden geflogen hatten. Das auch für Chemnitz geplante Inferno einschließlich Feuersturm misslang, witterungsbedingt wurde nicht das Stadtzentrum getroffen, sondern Vororte im Süden der Stadt. Von 717 Flugzeugen gingen 13 verloren. 789 Tonnen Spreng- und 1320 Tonnen Brandbomben wurden abgeworfen. Die alliierte Wirkungsaufklärung meldete: Chemnitz angeschlagen, aber noch nicht vernichtet.

### 2. März 1945
Am Vormittag erfolgte von 10.00 bis 12.15 Uhr ein Großangriff der USAAF. 255 B-17 Bomber der 1st Air Division warfen 594 Tonnen Bombenlast ab. Es entstanden erhebliche Schäden in der Innenstadt. Unter den vielen Toten waren auch zahlreiche Kinder eines Städtischen Kinderheims. Hinter dem Bahnhof Siegmar stadtwärts wurde ein voll besetzter Eisenbahnzug mit Flüchtlingen aus dem Osten getroffen: in ihm gab es 75 Tote, darunter 30 Kinder, und 250 Verletzte. Wichtige Industriebetriebe, so die Reinecker AG, wurden dem Erdboden gleichgemacht.

### 3. März 1945
An diesem Tag wurde Chemnitz von 10.00 bis 12.30 Uhr als Sekundärziel von 166 amerikanischen B-17 angegriffen. Angegebenes Ziel waren die Bahnanlagen, der Rangierbahnhof Hilbersdorf wurde verfehlt. Auf die schwer getroffene Innenstadt gingen 400 Tonnen Bomben nieder. Bei beiden Angriffen zusammen (2. und 3. März) kamen 540 Menschen ums Leben, darunter 39 Kinder.

### 5./6. März 1945
Anglo-amerikanischer „Double Strike“.
Am Vormittag flogen die USAAF von 9.45 bis 12.10 Uhr ihren üblichen Tagesangriff mit 233 B-17, die 563 Tonnen Bomben abwarfen, und Langstrecken-Begleitjägern. Wieder nicht getroffen wurde das Hauptziel Bahnhof Hilbersdorf, in der Stadt wurden jedoch viele weitere Zerstörungen angerichtet.
Am Abend heulten ab 20.30 Uhr die Sirenen. Die britische RAF und die kanadische RCAF griffen an, eine erste Welle von 20.37 Uhr bis 21.08 Uhr, die zweite Welle von 22.30 Uhr bis nach Mitternacht. Die Stadt wurde durch „Christbäume“ sehr gut ausgeleuchtet. 683 schwere viermotorige Bomber der Typen Halifax und Lancaster warfen zunächst 413 Minenbomben (rund 800 Tonnen) ab, dann 859 Tonnen Brandbomben und schließlich 1.112 Tonnen Sprengbomben. 22 Maschinen gingen verloren. 2.105  Tote gab es allein in dieser Nacht in Chemnitz. Die Stadt war glühend rot erleuchtet, „der Feuersturm war schlimm, aber nicht so wie in Dresden“. Noch zwei Tage später waren nicht alle Brände gelöscht. Von 117.000 Wohnungen waren 42.000 zerstört. 75 % der Stadtfläche und 140 km Frontbebauung lagen „in Schutt und Asche“. Die überlebende Bevölkerung floh in die Umgebung. Die alliierte Luftaufklärung registrierte Chemnitz als „weitere tote Stadt“.

### 11. April 1945
Der letzte Bombenangriff auf Chemnitz erfolgte zur Nachtzeit durch die RAF, mit 20 Flugzeugen und 16 Tonnen Bomben. Unter anderem wurden die Gießereien der Firma Krautheim in Borna getroffen.
Ab 13. April besetzte die 4. US-Panzerdivision Siegmar und die westlichen Vororte von Chemnitz. Entsprechend ihrer Direktive verblieb sie dort und unternahm nur zeitweise Vorstöße ins Stadtgebiet. Die Bevölkerung hatte unter Tieffliegerangriffen und zweiwöchigem Artilleriebeschuss bis Anfang Mai zu leiden, was noch einmal zahlreiche Todesopfer forderte. Vergeblich bat die Stadt um Besetzung durch die Amerikaner, gemäß alliierter Vereinbarungen wurde die Rote Armee ab 8. Mai 1945 Besatzungsmacht. Am 6./7. Mai zogen die Reste der Wehrmacht aus Chemnitz ab.
Die RAF vermisste nach den Angriffen auf Chemnitz insgesamt 31, die USAAF zwei schwere Bomber

## Todesopfer

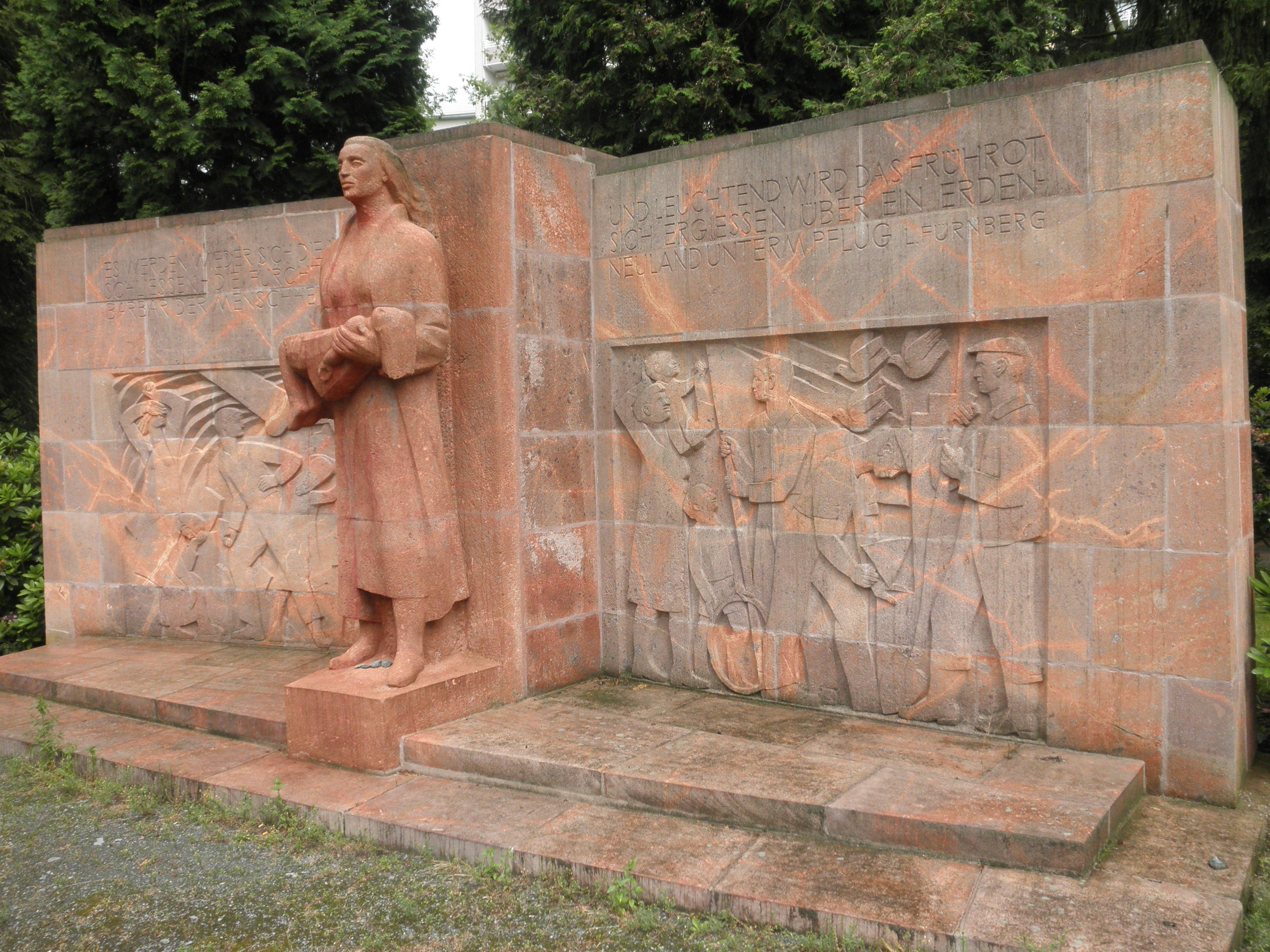
Denkmal für Chemnitzer Bombenopfer auf Städtischem Friedhof

Bei den Luftangriffen auf Chemnitz (damaliges Stadtgebiet) kamen etwa 4.000 Menschen ums Leben, 2.105 davon in der Nacht vom 5./6. März 1945. Der Luftkriegshistoriker Olaf Groehler allerdings gibt allein für diese Nacht 3.700 getötete Einwohner an. Verluste der Wehrmacht sind in diesen Zahlen nicht enthalten. Verlässliche Angaben über Vermisste und Verwundete sind schwer zu finden.
Auf dem Städtischen Friedhof Chemnitz (Karl-Marx-Stadt) wurde zur DDR-Zeit ein Gedenkstein mit folgender Inschrift aufgestellt: „Zum Gedenken an 4000 Opfer anglo-amerikanischen Bombenterrors auf Chemnitz am 5. März 1945. Hier fanden 1224 Bombenopfer ihre letzte Ruhestätte“. Hinter dem Gedenkstein befinden sich die Massengräber unter Rasenflächen.
Auf der anderen Seite des Gräberfeldes steht ein großes Denkmal – ebenfalls aus der frühen DDR-Zeit – mit einer trauernden Frau, die ein totes Kind in den Armen hält. 675 Kinder verloren ihr Leben bei den Bombenangriffen auf Chemnitz. Auf dem Mahnmal findet sich auch ein Gedicht von Louis Fürnberg: „Es werden sich die Wunden schließen, die furchtbar der Barbar der Menschheit schlug, und leuchtend wird das Frührot sich ergießen über die Erden – Neuland unterm Pflug“. Das Denkmal stammt von dem Chemnitzer Bildhauer Hanns Diettrich. Es war 1992 stark verwittert, als es von Frank Diettrich, dem Sohn des Künstlers, restauriert wurde.

## Materielle Verluste
Die Innenstadt wurde am härtesten getroffen, sie wurde zu 80 % vernichtet. Im gesamten Stadtgebiet wurden acht Quadratkilometer bebaute Fläche völlig zerstört: 167 Fabriken (aber nur 17 der 50 mit höchster Angriffspriorität), 84 öffentliche Gebäude (von 400), 42.000 Wohnungen (von 117.000). Entsprechend hoch war die Zahl von Obdachlosen. Die Einwohnerzahl von Chemnitz soll von 334.000 vor dem Krieg auf 250.000 im Frühjahr 1945 gesunken sein.

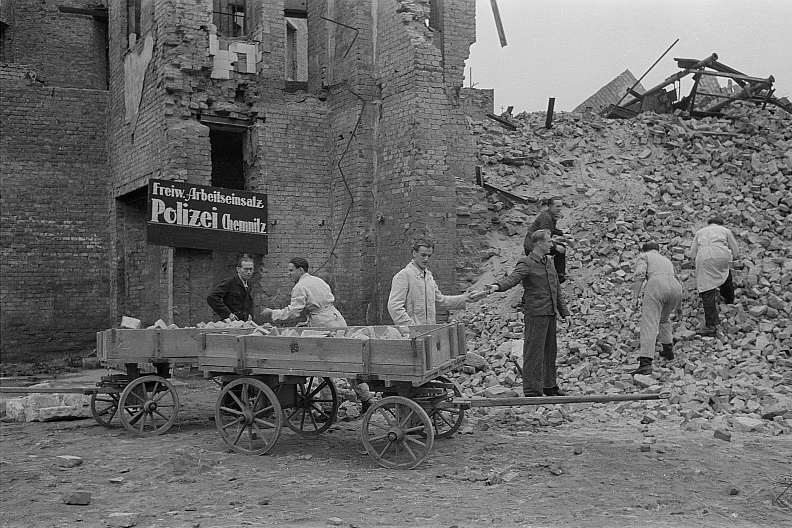
Arbeitseinsatz der Polizei Chemnitz zur Enttrümmerung der zerstörten Stadt 1945

Noch im Krieg wurden die Hauptstraßen beräumt, bis Ende 1945 waren 33 Kilometer Straßenzüge von Trümmern befreit und wertvolles Wiederaufbaumaterial gewonnen.

## Verluste und Schäden an Kulturbauten und öffentlichen Gebäuden
Dieser Abschnitt wurde verfasst in enger Anlehnung an das Standardwerk Schicksale deutscher Baudenkmale im Zweiten Weltkrieg, darin das Kapitel Karl-Marx-Stadt. Ehemals Chemnitz von Heinrich Magirius: „Die Bombenangriffe im Februar und März 1945, insbesondere der angloamerikanische Großangriff am 5. März 1945, vernichteten die Innenstadt und die inneren Vorstädte fast vollständig“.
Zerstört (bzw. stark beschädigt/ausgebrannt) wurden:
- Die Jakobikirche: am 5. März samt neogotischer Innenausstattung fast vollständig ausgebrannt, Gewölbe und Pfeiler im Langhaus im Juni 1945 eingestürzt. Stufenweiser Wiederaufbau über Jahrzehnte bis 2009.

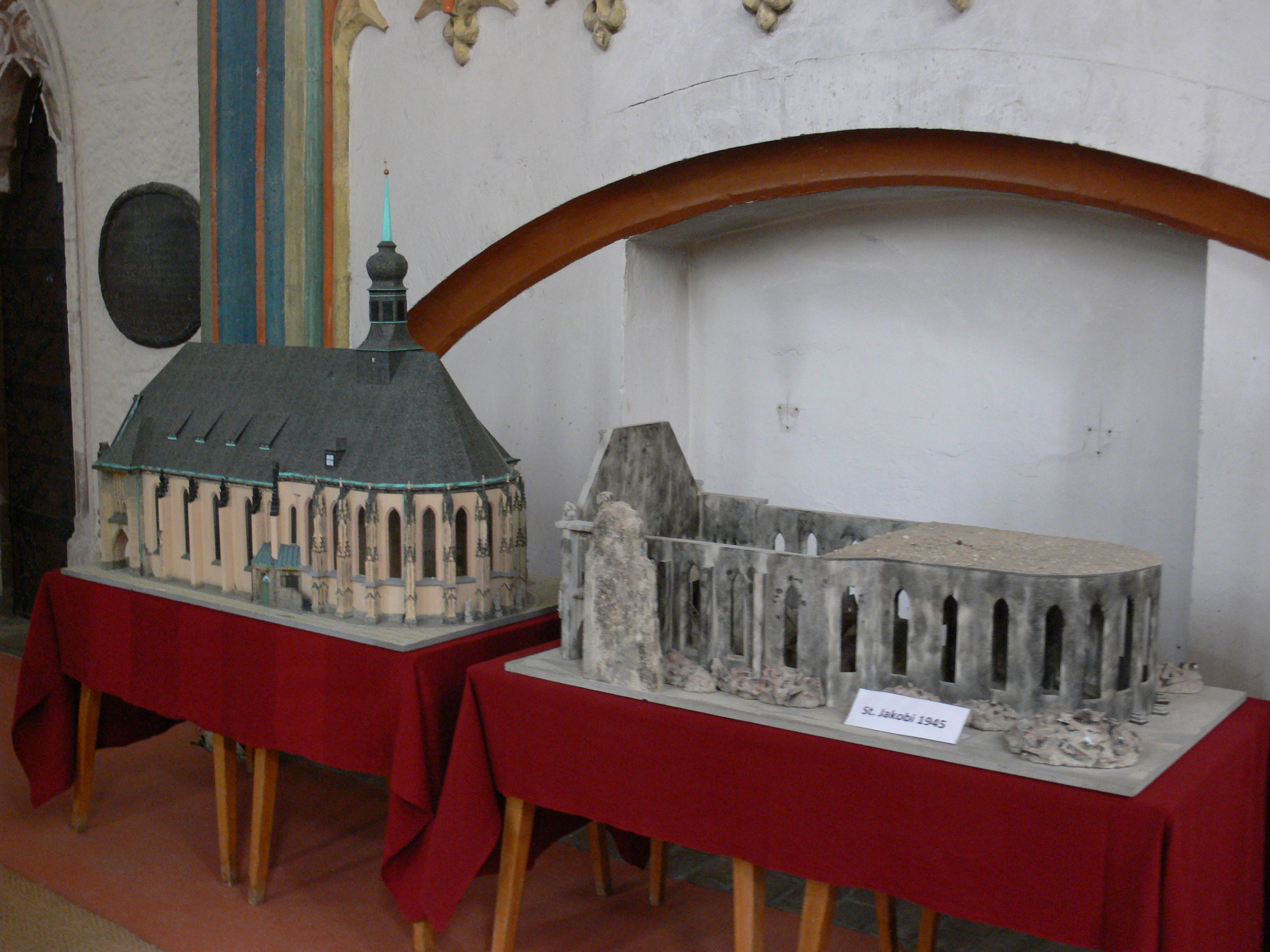
Stadtkirche St. Jakobi vor und nach Zerstörung 1945 (Modell 2010)

- Die Jodokus-Kirche in Glösa: durch Sprengbomben zerstört
- Die Pauli-Kirche: ausgebrannt. Wiederaufbau war geplant, Turm schon rekonstruiert. 1961 mitsamt teilsaniertem Kirchenschiff abgerissen.
- Die Johann-Nepomuk-Kirche: zerstört, Ruine abgetragen
- Die Nikolaikirche: am 5./6. März 1945 schwer beschädigt, mitsamt Turm-Ruine 1948 abgetragen. Am Standort heute ein Hotelkomplex.
- Die Lukaskirche: stark beschädigt, abgetragen
- Die Kreuzkirche: ausgebrannt, bis auf Umfassungsmauern zerstört. Bis 1954 originalgetreu wiederaufgebaut
- Die Kirche des Hospitals St. Georg: zerstört, Ruine abgetragen
- Das Alte Rathaus: am 5. März 1945 ausgebrannt. Rekonstruktion, kompletter Neubau. Das Neue Rathaus hat aufgrund seiner massiven Stahlbetonbauweise die Bombardierungen weitgehend unversehrt überstanden.
- Der Hohe Turm neben dem Rathaus: vollständig ausgebrannt, 1946 eingestürzt. Wiederaufbau. Erhielt historische Form erst 1986 mit Achteckgeschoss und Laterne wieder zurück.
- Der Rote Turm: im März 1945 ausgebrannt
- Das „Rathaus am Beckerplatz“: repräsentativer Neorenaissance-Bau von 1891, zerstört und abgetragen.
- Die Bürgerschule: ausgebrannt, abgetragen
- Das Schauspielhaus: ausgebrannt und abgetragen
- Das Hauptpostgebäude: ausgebrannt und abgetragen
- Das Städtische Realgymnasium: ausgebrannt und abgetragen
- Das Casino-Gebäude (Gesellschaftshaus): ausgebrannt, abgetragen
- Das Central-Theater: zerstört und abgetragen
- Das „Hotel Stadt Gotha“: zerstört und abgetragen
- Siegertsches Haus am Markt: 1735–1741, letztes Zeugnis barocker Bürgerarchitektur. 1945 zerstört, Fassade in den 1954 vollendeten Neubau einbezogen
- Das Kaufhaus Tietz brannte aus, nur der Erweiterungsbau blieb intakt. Mit alter Fassade wiederaufgebaut, 1963 wiedereröffnet
- Die „Speersche Spinnmühle“: ausgebrannt und abgetragen
- Die „Beckersche Baumwollspinnerei“: wertvolles Bau- und Industriedenkmal in Formen des Barock und Klassizismus, zerstört und Ruine abgetragen

Beschädigt wurden:
- Die Schloßkirche erlitt durch Artilleriebeschuss Schäden am neogotischen Turmhelm, am Dach und an der Nordfassade
- Die Christuskirche im Stadtteil Chemnitz-Reichenhain wurde stark beschädigt
- Die Reichsbank: 1885 im Stil eines italienischen Renaissance-Palazzi als markanter roter Ziegelbau errichtet. 1945 beschädigt, gehörte noch bis 1964 zum Stadtbild. Dann abgebrochen (für Zentralhaltestelle)
- Das Opernhaus Chemnitz: wurde schwer beschädigt
- Hauptbahnhof: am 5./6. März 1945 schwer getroffen. Teile des Empfangsgebäudes brannten aus, und zahlreiche Scheiben der Bahnhofshalle gingen zu Bruch. Die mehrschiffige, über 150 Meter breite Bahnsteighalle (1906–1910) überspannte 14 Bahnsteige. Die eindrucksvolle Glas-Stahl-Konstruktion wurde 1972 abgerissen.

„Der Denkmalbestand an Wohnhäusern in der Innenstadt wurde vollständig zerstört“ (Magirius)
Charakteristische Beispiele:
- Brüderstraße 5, 7, 13
- Loh-Straße 8 u. a.
- Holzmarkt 13/14
- Kirchgäßchen 1
- Innere Klosterstraße 3, 5, 19 (Goldener Helm)
- Markt: zahlreiche Bauten, darunter „Römischer Kaiser“
- Neumarkt 8, 29
- Roßmarkt 4, 5, 9/10 (Hermannsche Häuser, Schützenhof)

## Altlasten
Die Westalliierten rechneten mit etwa 10 % Blindgängern bei ihren Bombenangriffen auf West- und Mitteleuropa im Zweiten Weltkrieg. Entsprechend häufig wurden solche Funde noch über Jahrzehnte auch in Chemnitz gemacht. So stießen Bauarbeiter noch am 25. Oktober 2016 auf dem Kaßberg mit dem Bagger auf eine amerikanische Splitterbombe von 250 kg, die nach Evakuierung von 17.500 Bewohnern und großflächigen Straßensperrungen über 16 Stunden am späten Abend vor Ort entschärft werden konnte.
Am 6. November 2020 wurde in Chemnitz-Markersdorf nach Evakuierung von 15.000 Einwohnern, auch aus Alters- und Pflegeheimen, eine amerikanische 250-kg-Sprengbombe erfolgreich entschärft. 1.000 Einsatzkräfte waren an der Evakuierung beteiligt, die durch die epidemische Lage infolge der Coronavirus-Infektionen besonders kompliziert wurde.

## Begräbnisstätten
Opfer der Luftangriffe, auch des Artilleriebeschusses, wurden auf fast allen Friedhöfen in den Chemnitzer Ortsteilen bestattet. Bei der folgenden Zusammenstellung handelt es sich um einen Teil der Begräbnisstätten.
- Städtischer Zentralfriedhof Chemnitz. Von allen Chemnitzer Friedhöfen sind hier die meisten Bombenopfer beerdigt, es wurden fünf Gräberfelder (6/12, 22, 51, 58, 61) für sie angelegt. Das größte ist ein Massengrab, in dem unter einer Rasenfläche mit einem Denkmal 1224 Bombenopfer ihre letzte Ruhestätte fanden: so heißt es auf einem erklärenden Gedenkstein.
- Chemnitz-Adelsberg: vor einem Hochkreuz befinden sich eine Inschrift „IM GEDENKEN AN DIE OPFER DER LUFTANGRIFFE AUF ADELSBERG IM 2. WELTKRIEG“ und die Namenstafeln der 53 (davon 15 Kinder) hier bestatteten Toten vom 14. Februar 1945 und vom 2. bis 5. März 1945[18]. Unweit finden sich drei Einzelgräber mit „unbekannten Zivilpersonen aus der UdSSR“.
- Chemnitz-Glösa-Draisdorf: auf dem Friedhof Glösa ruhen 116 Kriegstote, darunter 69 Bombenopfer. 13 russische Kriegsgefangene, die bei Luftangriffen ums Leben kamen, wurden im Ausländergrab beigesetzt.
- Chemnitz-Hilbersdorf: im Gräberfeld des Trinitatis-Friedhofs für Bombenopfer sind 63 Menschen bestattet, von denen die meisten am 5./6. März 1945 und am 18. April 1945 verstorben sind.
- Chemnitz-Rabenstein
- Chemnitz-Reichenbrand: auf der Kriegsgräberstätte für Opfer im 1. und 2. Weltkrieg findet man eine weite Rasenfläche, darauf eine kleine Tafel mit der Inschrift: „Zum Gedenken der Bombenopfer von Reichenbrand und Siegmar im September 1944 und März 1945“. Ein Denkmalprojekt führt etwa 125 Namen von dort Beerdigten an, 40 von ihnen Kinder[19]
- Chemnitz-Reichenhain: auf dem Friedhof der Christuskirche gibt es einen Gedenkstein von 1965 „für die 26 im Februar und März 1945 umgekommenen Reichenhainer Kinder und Erwachsenen“.
- Chemnitz-Rottluff: auf dem kleinen Dorffriedhof Rottluff an der Rottluffer Straße gibt es eine Gräberanlage für Bombenopfer vom 5./6. März 1945
- Chemnitz-Schönau: auf dem Friedhof Schönau sind Bombenopfer vom 14. Februar 1945 bestattet
- Chemnitz-Siegmar
- Chemnitz-Sonnenberg

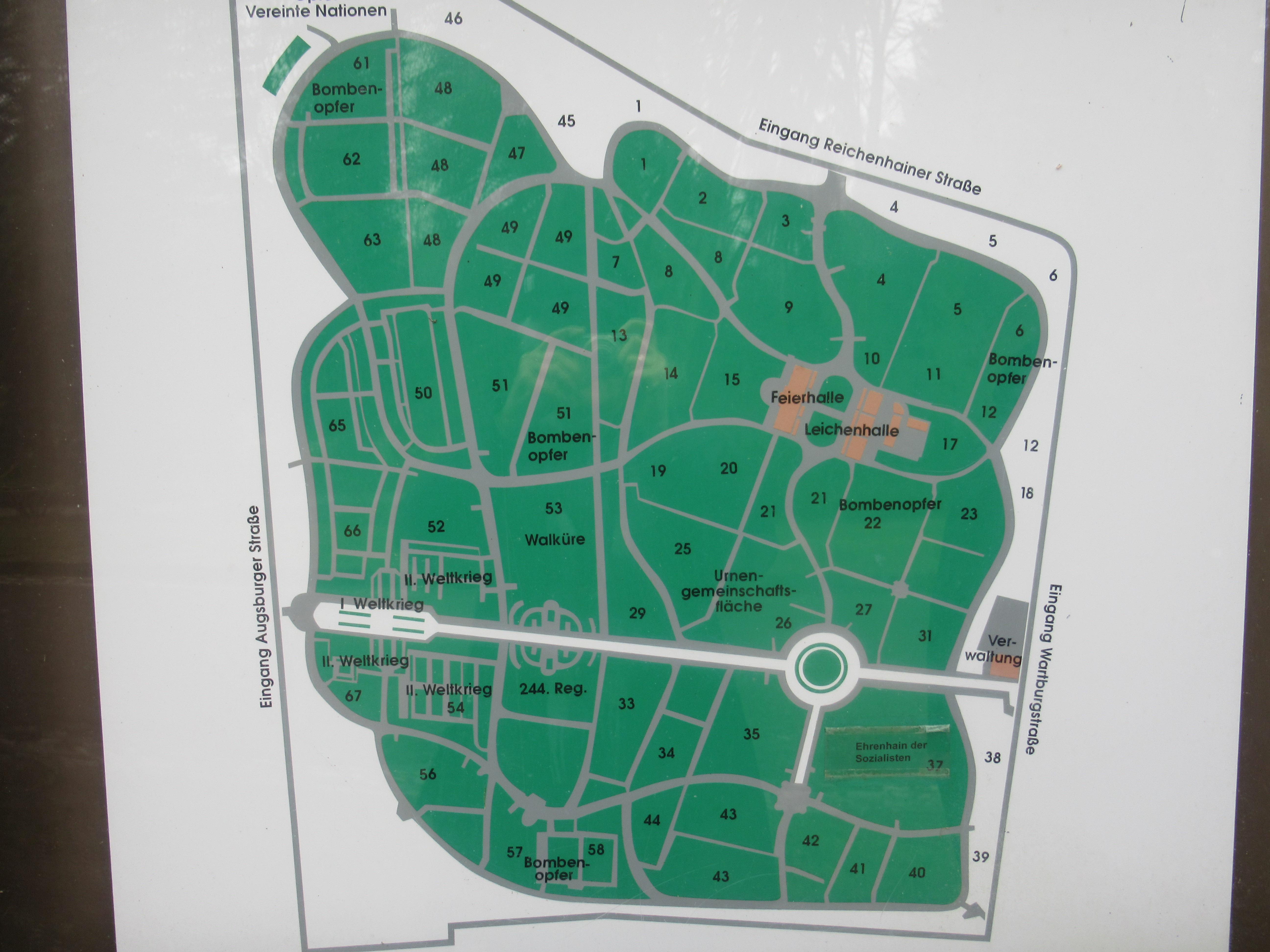
Fünf Grabanlagen mit Bombenopfern auf Friedhof Chemnitz
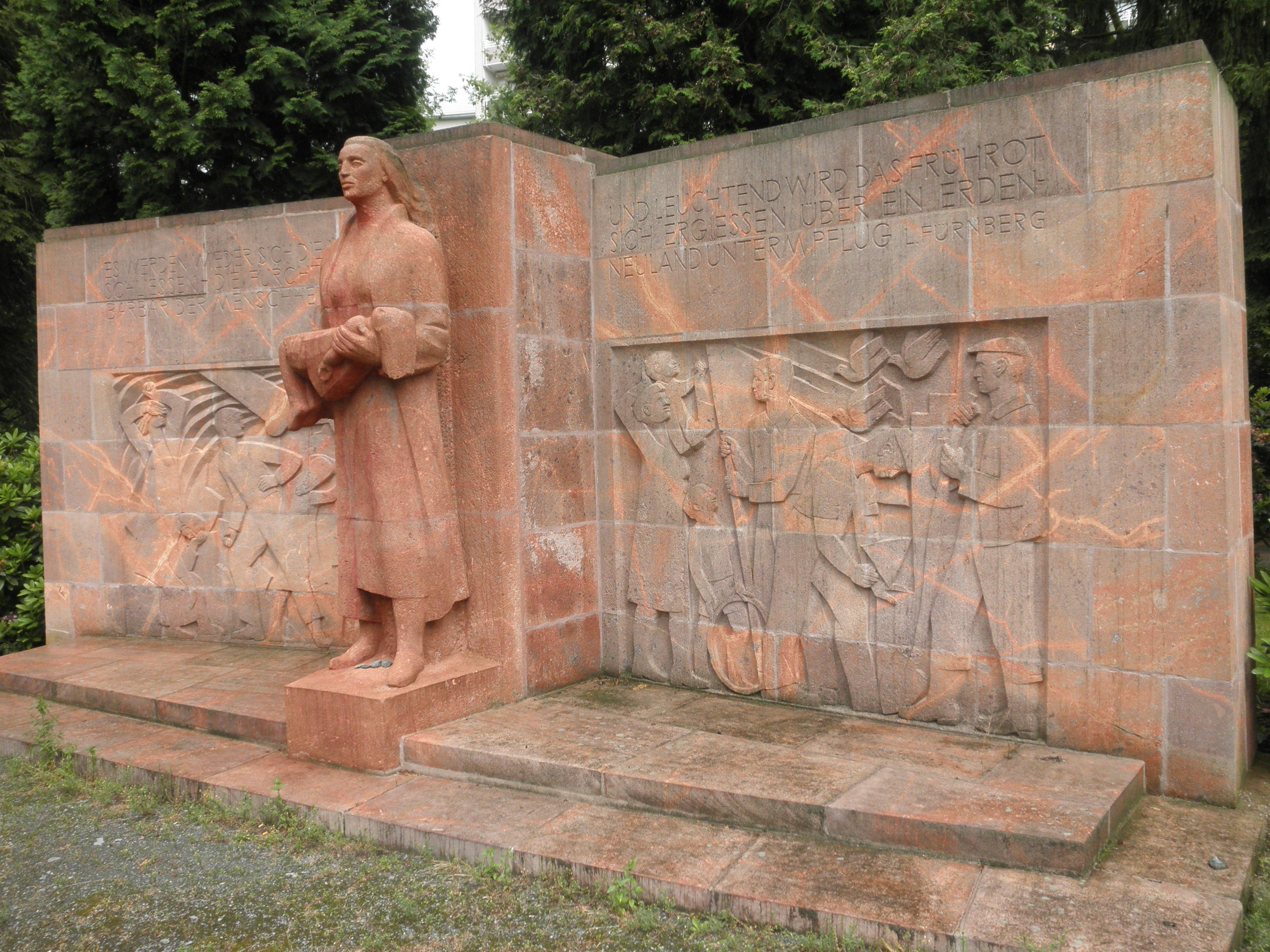
Denkmal für die Chemnitzer Bombenopfer
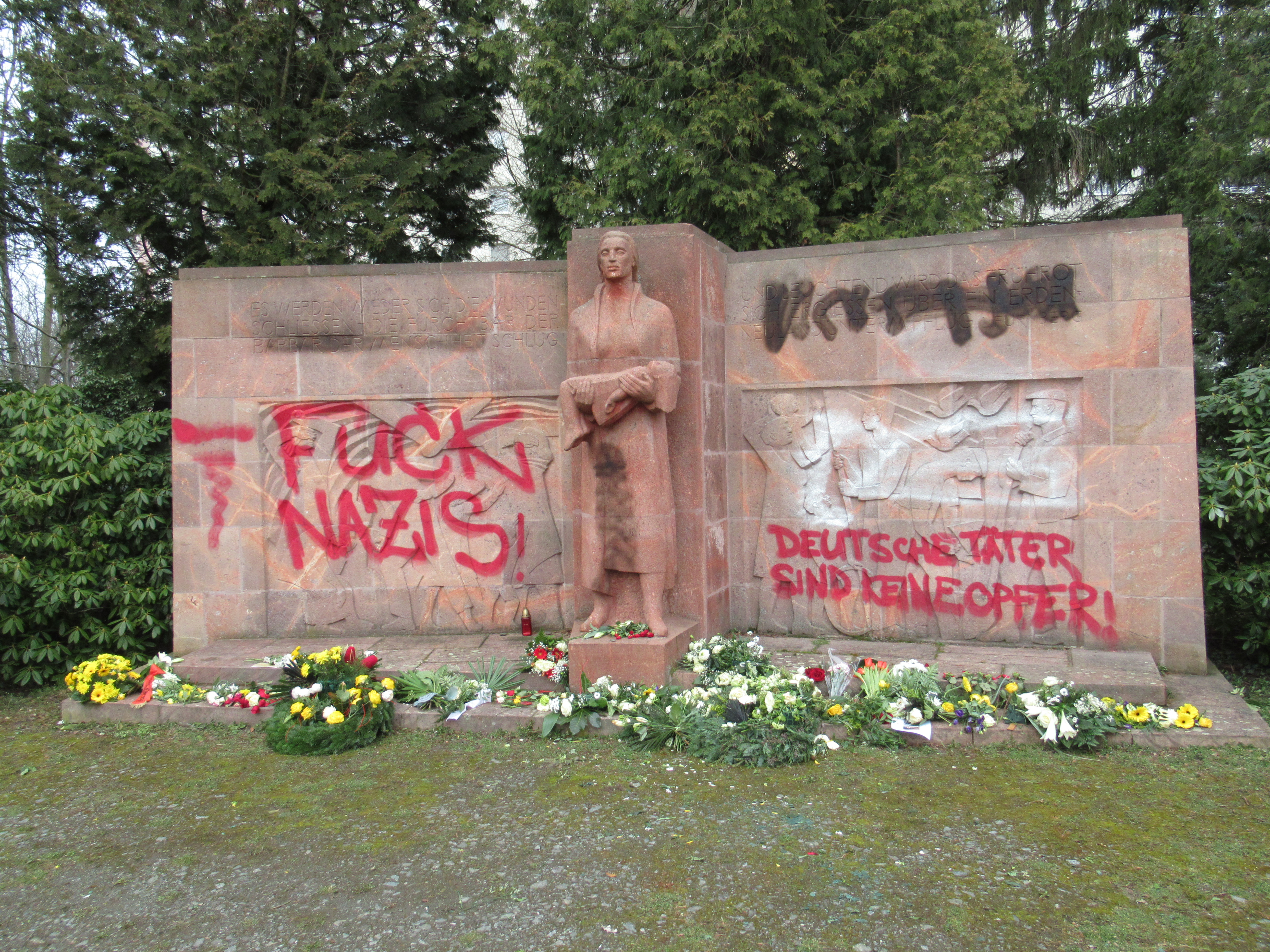
Beschädigtes Denkmal am 7. März 2020
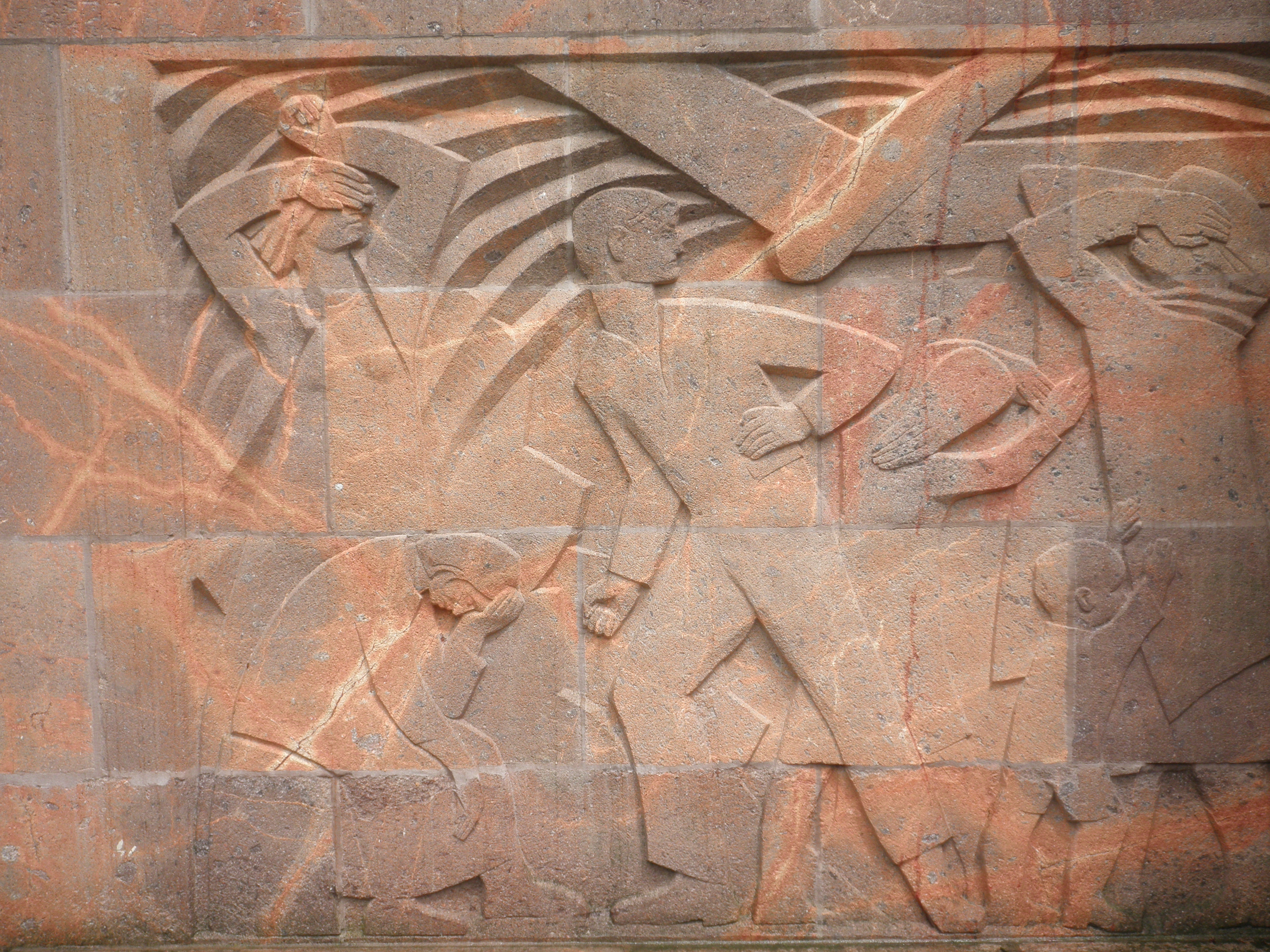
Detail des Denkmals
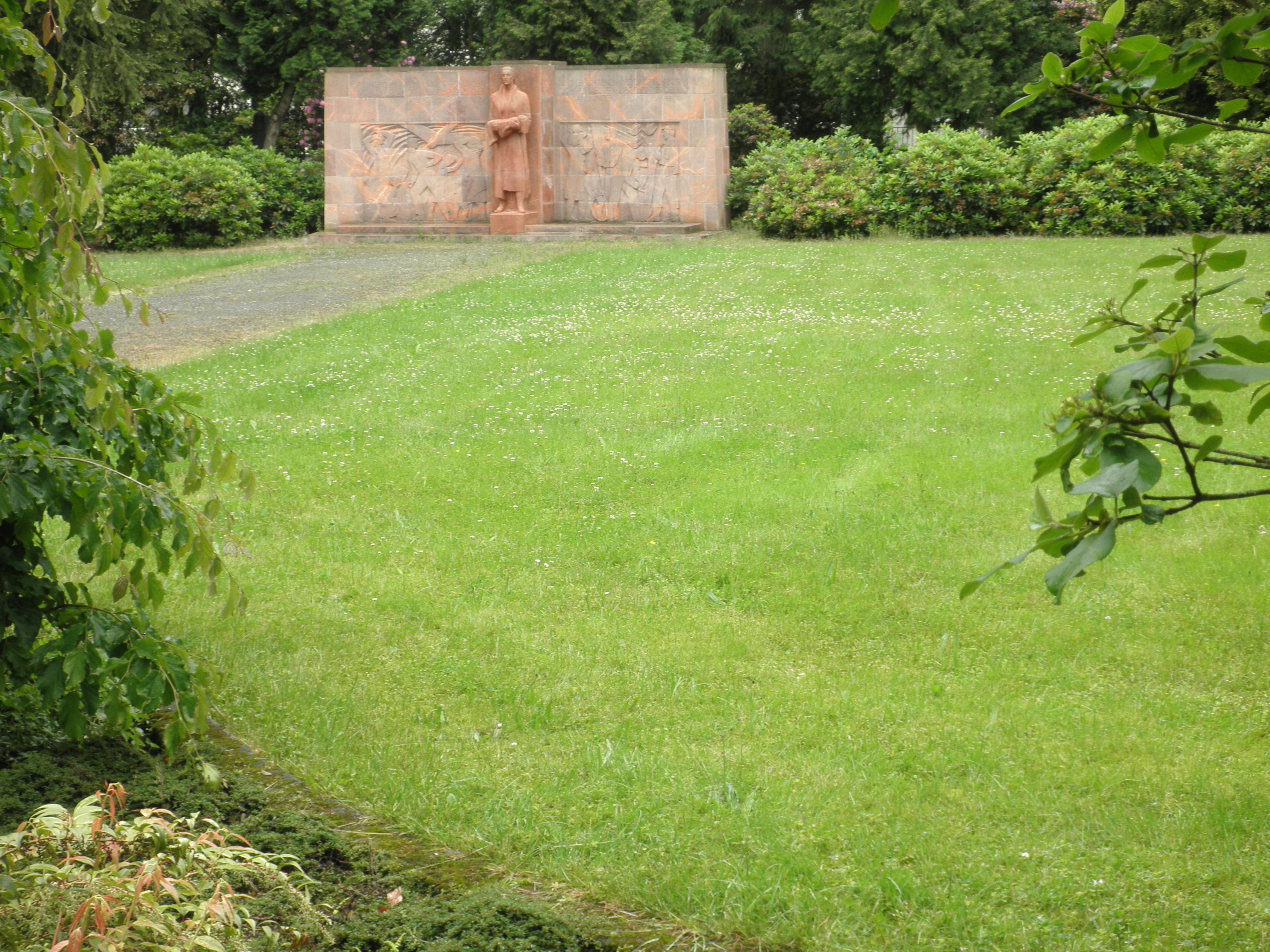
Eingeebnete Massengräber mit Bombenopfern auf Friedhof
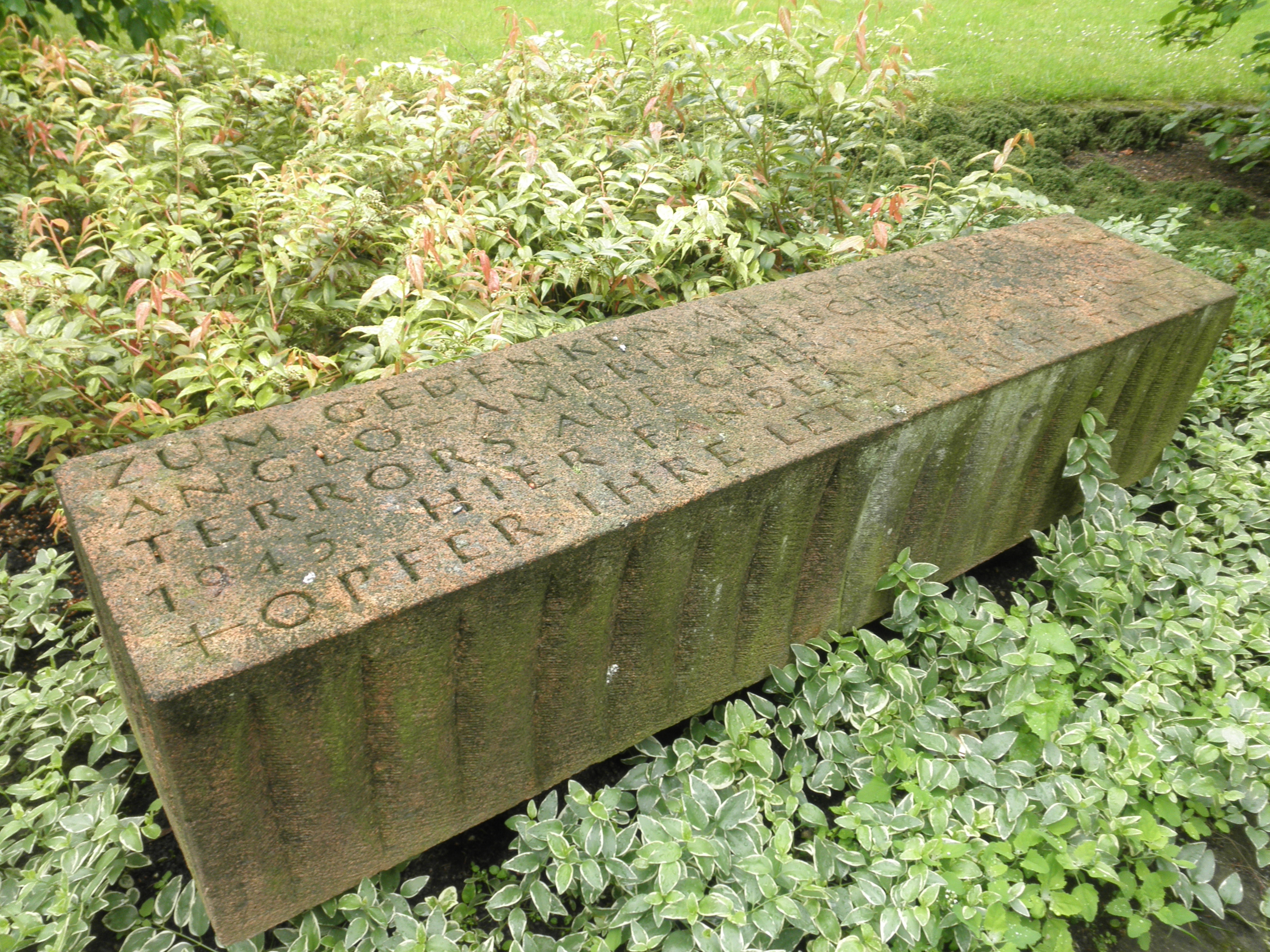
Gedenkstein für 4000 Bombenopfer neben Massengrab
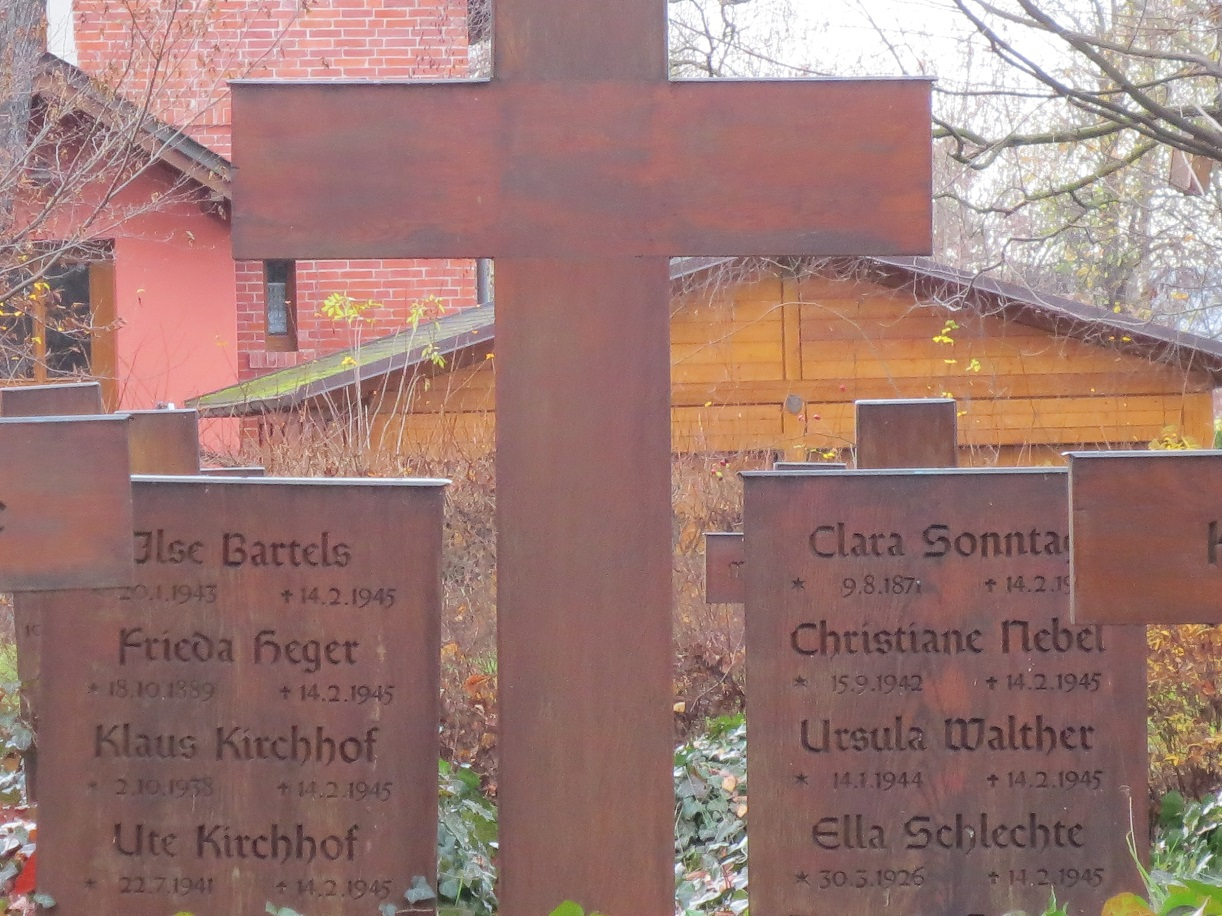
Bombenopfer vom 14. Februar 1945 auf Friedhof Schönau
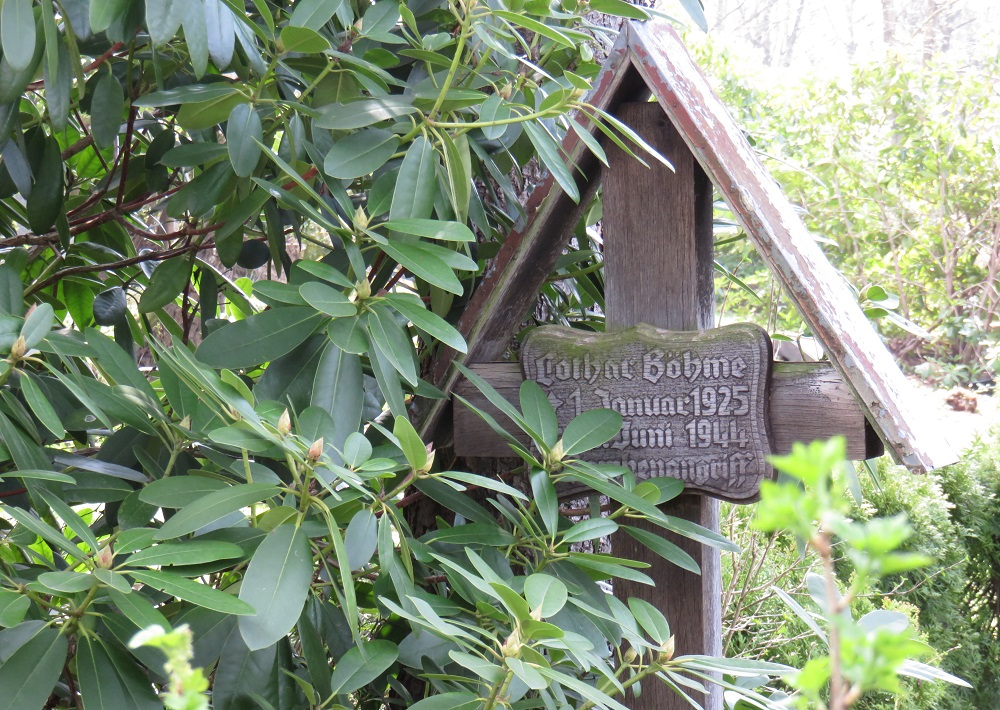
Einzelgrab Bombenopfer vom Juni 1944

## Denkmäler in der Stadt

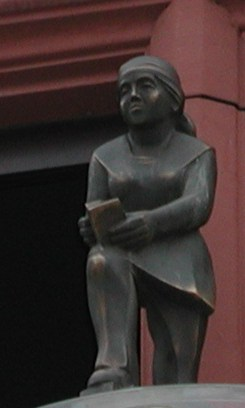
Trümmerfrau aus Glockenspiel im Alten Rathausturm

- Reliquie Mensch: mit dieser Bezeichnung befindet sich eine große Stahlplastik, die einen hinsinkenden Menschen darstellen soll,  im Innenhof des Karrees der Commerzbank an der Hartmannstraße. Sie wurde 1998 von Michael Morgner geschaffen. „Ohnmächtige Angst vor den Bomben und der Schrei der Verzweiflung symbolisieren die Tragödie der Zerstörung von Chemnitz am 5. März 1945“[20]

## Beschädigung des Denkmals auf dem Städtischen Zentralfriedhof
Das Denkmal zur Erinnerung an die Chemnitzer Bombenopfer auf dem Städtischen Friedhof wurde am 7. März 2020, zwei Tage nach deren Ehrung zum 75. Jahrestages des Luftangriffs auf Chemnitz am 5. März 1945 durch Aufbringen von roter Farbe beschädigt.